# 复旦大学哲学学院
复旦大学哲学学院，成立于1956年，是复旦大学的下属院系之一，也是中华人民共和国成立之后最早成立的哲学系之一。

## 历史沿革
1915年，复旦大学校长李登辉改革课程体系，将课程分成八大部类，以哲学部为首，并亲自讲授哲学类课程；复旦大学逐渐建立起由逻辑、伦理、性理（包括心理学与形而上学）组成的哲学教学体系。
1949年，同济大学哲学系、浙江大学哲学系并入复旦大学，学校在原先的社会学系中专设哲学组。
1955年，胡曲园等着手筹建哲学系，并招收了首届哲学研究生班。1956年，复旦大学哲学系正式建立并招收第一批五年制本科生。
1957年至1959年，哲学系先后建立辩证唯物主义和历史唯物主义、中外哲学史、自然辩证法、逻辑学四大教研室；1959年开始招收外国留学生；1960年开始招收硕士研究生。1961年，哲学系率先开展了现代西方哲学思潮的教学与研究工作。1964年，在中国大陆最早开设了关于世界三大宗教的选修课程。
1966年至1976年的文革期间，哲学系的教学和科研工作受到巨大冲击，招生工作一度被迫停止，至1971年恢复。但该系的总体工作在此期间并未中断，1973年建立了自然辩证法专业。
1977年，中国大陆恢复高考，哲学系恢复招收本科生；1978年，恢复招收研究生。1979年，成立现代西方哲学研究室。1980年，恢复招收留学生。1982年，先后建立外国哲学、马克思主义哲学与中国哲学三个博士点，最早开始培养博士。
1983年，成立国外马克思主义研究室。
1994年，复旦大学哲学学院被评为中国全国人文学科人才培养和科学研究基地。同年，依托哲学系成立了复旦大学人文学院应用伦理学研究中心（2001年与原上海医科大学生命医学伦理学研究中心合并，成立复旦大学应用伦理学研究中心）。
1995年，外国哲学学科被评为上海市重点学科，并被列入中国教育部的211工程。1999年，学院设立宗教学本科专业。同年，以哲学系为主干力量，成立复旦大学当代国外马克思主义研究中心；1998年，成立国内最早的哲学博士后流动站。
2000年，复旦大学当代国外马克思主义研究中心被评为教育部人文社会科学重点研究基地；2005年，以该中心为核心成立了复旦大学当代国外马克思主义与国外思潮创新研究基地。2000年，成立复旦大学科学技术与社会发展研究中心。同年，哲学系通过教育部哲学一级学科评审。2002年，马克思主义哲学、外国哲学被评为国家重点学科。

## 现状
根据哲学学院网站叙述哲学学院的特色是注重高层次研究人才的培养，与加拿大维真学院、台湾辅仁大学、美国印第安纳大学有学术交流合作关系；还与美国哲学学会、美国哲学促进会、国际价值与哲学学会等学术团体等建立了长期的学术交流关系，每年有多位教师在哈佛、耶鲁、图宾根、弗赖堡、康斯坦斯等大学做访问学者。创办了《当代国外马克思主义评论》、《复旦哲学评论》、《基督教学术》等学术刊物。

## 研究机构
- 当代国外马克思主义研究中心
- 现代哲学研究所
- 宗教研究所
- 基督教研究中心
- 佛学研究中心
- 应用伦理学研究中心
- 科学技术与社会发展研究中心
- 杜威与美国哲学研究中心
- 管理哲学研究中心[1]